# 7429 Hoshikawa
7429 Hoshikawa eller 1992 YB1 är en asteroid i huvudbältet som upptäcktes den 24 december 1992 av de båda japanska astronomerna Tsutomu Hioki och Shuji Hayakawa i Okutama. Den är uppkallad efter den japanska floden Hoshikawa.
Asteroiden har en diameter på ungefär 8 kilometer.